# 하인츠 딜레마
하인츠(한스) 딜레마(Heinz dilemma)는 윤리와 도덕 수업에서 자주 쓰이는 딜레마이다. 다음은 로런스 콜버그의 도덕 발달 단계에서 상용되는 버전이다.
이론적인 관점에서 볼 때, 관찰자에게 있어서 하인츠가 무엇을 해야 한다고 생각하는 것은 중요하지 않다. 콜버그 이론에서는 관찰자가 제시하는 정당성, 즉 그들의 반응의 형태가 중요히 여겨진다. 다음은 여섯 가지 단계에 속하는 몇 가지 논의의 예이다.